# Мези
Мези или Мизи (лат. Moesi, грч. Μυσοί), Межани или Мижани, су били трачко племе које је у 1. веку п. н. е. насељавало област између Доњег Дунава и планине Балкан.
Покорени су од римског императора Марка Краса 29. године п. н. е. и касније романизовани.
По освајању Мезије, Крас је претвара у римску провинцију која се простирала на данашњој територији уже Србије. Даљи напредак ова провинција доживљава у време цара Тиберија када се проширује на простор данашње Србије и север данашње Бугарске све до ушћа Дунава у Црно море а на југу се простире до планине Балкан. Под владавином цара Домицијана Мезија је подељена на Мезију Супериор (Горња Мезија) и Мезију Инфериор (Доња Мезија).

## Порекло
Претпоставља се да су током бронзаног доба Мизи насељавали земље источно од Мораве и Дунава, а касније мигрирали на југоисток у Малу Азију, све до Месопотамије, о чему сведоче археолошка налазишта Брњичке групе. Херодот у својим списима говори да су пред Тројански рат Мизи прешли Босфор и дошли до Јонског мора. Након пропасти Хетитске државе почео је други талас миграције Миза ка Малој Азији. Након напуштања Мале Азије долазе на Балкан крајем 13—12. века п. н. е, и тамо налазе Хетитску империју у стању пропадања.
Хомер у својој „Илијади“ помиње Мизе као савезнике Тројанаца. Страбон говор о њима да су дошли са Дунава током Тројанског рата и населили места где су пре њих живели Фригијци. По њима се подручје на северозападу зове Мезија. Њихов језик, по Страбону, је био „мешавина“ су фригијског и лидијског језика.

## Антика
У доба ране антике Мези су били под влашћу краљева древне Македоније и очигледно доживели знатан старогрчки утицај.
После освајања Македоније и даље ширење царства, Римљани почињу да ратује са подунавским племенима. Мези се тада удружују у савезе са сродним илирско-трачким племенима, са којим су до тада имали затегнуте односе због сукоба око пашњака. Тако су често били у сукобу са Скордисцима, Трибалима, Бесима и др. Најпознатији центар заједнице племена Меза је дуж реке Цибрице у Бугарској.